# Aituaria borutzkyi
Espèce
Synonymes
- Nesticus borutzkyi Reimoser, 1930

Aituaria borutzkyi est une espèce d'araignées aranéomorphes de la famille des Nesticidae.

## Distribution
Cette espèce se rencontre en Géorgie, en Turquie et en Ukraine en Crimée,.

## Description
La carapace de la femelle subadulte holotype mesure 1,63 mm de long sur 1,32 mm et l'abdomen 3 mm de long sur 1,8 mm
Le mâle décrit par Nadolny et Kovblyuk en 2007 mesure 4,5 mm et la femelle 4,8 mm.

## Systématique et taxinomie
Cette espèce a été décrite sous le protonyme Nesticus borutzkyi par Reimoser en 1930. Elle est placée dans le genre Carpathonesticus par Lehtinen et Saaristo en 1980 puis dans le genre Aituaria par Fomichev, Ballarin et Marusik en 2022.

## Publication originale
- Reimoser, 1930 : « Eine neue Nesticus-Art aus dem Kaukasus. » Zoologischer Anzeiger, vol. 88, p. 158-159.